# Рыбаков, Леонид Михайлович
Леонид Михайлович Рыбаков (род. 10 июня 1959, Кишинёв) — российский кинорежиссёр
 и сценарист.

## Биография
В 1983 году окончил Московский инженерно-физический институт по специальности физик-атомщик.
В 1991 году получил режиссёрское образование во ВГИКе в мастерской В. Наумова. В годы учёбы снял короткометражный фильм «Маракута», который участвовал во многих фестивалях студенческих фильмов, а в 1993 году был удостоен приза критиков журнала «Киноведческие записки».
В 1991—1997 годы работал в области политической рекламы. Художественный консультант фильма «Окраина» режиссёра П. Луцика. Режиссёр монтажа «Новогоднего голубого огонька-1999».
Режиссёр двух полнометражных фильмов и нескольких короткометражных.
Короткометражная картина «Люди из камня» (2007) — «комедийная экологическая притча, снятая в псевдодокументальной стилистике» — была признана лучшей среди короткометражных фильмов на Хихонском международном кинофестивале-2007 (Испания), фестивале в Котбусе (Германия), 5-м фестивале «Меридианы Тихого», а также была удостоена особого упоминания жюри короткометражных фильмов 64-го Венецианского фестиваля и премии Гильдии киноведов и кинокритиков России «Белый слон» в соответствующей номинации.
В 2009 года входил в состав жюри 7-го фестиваля «Меридианы Тихого».

## Фильмография

### Режиссёр
- 1990 — Маракута (короткометражный)
- 2003 — Похитители книг
- 2007 — Люди из камня (короткометражный)
- 2008 — Скажи Лео
- 2018 — Боги нефти (короткометражный)

### Сценарист
- 2003 — Похитители книг
- 2007 — Люди из камня
- 2008 — Скажи Лео